# ドランクドラゴンのバカ売れ研究所!
『ドランクドラゴンのバカ売れ研究所!』（どらんくどらごん-ばかう-けんきゅうじょ!）はTwellVで2014年11月14日にスタートしたバラエティ番組。

## 概要
明日のヒット商品・サービスを探す研究所。明日のバカ売れは見つかるのか? そのバカ売れ商品をお笑いコンビのドランクドラゴンが持ち込まれた商品・サービスの特徴を分析します。

## 出演者
所長
- 鈴木拓（ドランクドラゴン）

副所長
- 塚地武雅（ドランクドラゴン）

秘書
- 伊藤花菜（2014年11月14日 - 2018年4月21日）
- 大原実咲季（2018年5月5日 - 2022年8月15日）
- 北向珠夕（2022年8月22日 - 2024年4月15日）
- 浅野杏奈（2024年4月29日 -）

研究員
- 本田兄妹（本田ひでゆき・本田あやの）
- ねばーる君（2015年10月5日 - ）
- 納豆お兄さん（2015年10月5日 - ）
- アナクロニスティック（長谷川巧貴・ホビー）（2017年4月3日 - ）
- 岡野陽一（2017年4月3日 - ）
- いかちゃん（2017年4月3日 - ）

ナレーション
- 江尻拓己（2014年11月14日 - 2018年7月）
- 阿部憲人（2018年8月 - ）

## スタッフ
- MA：イカロス
- プロデューサー：築地健、葛西大仁
- 制作：TwellV